# Henri Permeke
Henri Louis Permeke (Poperinge, 25 augustus 1849 - Oostende, 15 september 1912) was een Belgisch landschapschilder, conservator en vader van Constant Permeke.

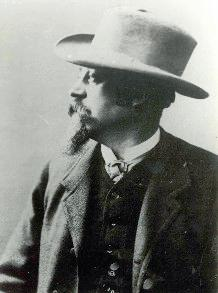
Portret van Henri Permeke

## Privéleven
Henri Permeke werd geboren in het West-Vlaamse Poperinge in een gezin van twaalf kinderen, als zoon van Pierre-Jacques Permeke (1810-1880), glaswerker en huisschilder, en van Nathalie van Haelewyn. Hij huwde op 3 september 1883 te Burcht met Stéphanie Buytaert. Zijn zuster Léontine trouwde met de vader van de gekende Iepers-Oostendse fotograaf Maurice Antony (1883-1963).
Hij verhuisde later naar Oostende. Zijn zoon is Constant Permeke (1886-1952), de bekende expressionistische schilder en beeldhouwer. Zijn kleinzoon is de kunstenaar Paul Permeke. Toen Henri in 1912 overleed vroeg hij om begraven te worden in Oostduinkerke, naast bevriende kunstschilder Louis Artan, die er 22 jaar eerder overleed. Een andere factor die hierbij kon meegespeeld hebben is het feit dat zijn broer Edouard Permeke toen pastoor was in Oostduinkerke.

## Jeugd en opleiding
Er is weinig bekend over zijn jeugdjaren. Als jonge volwassene moet hij, met wisselend succes, tal van baantjes gehad hebben. Toch moest hij artistiek aangelgd zijn want in 1870 schilderde hij een "Landschap" (nu in privébezit).
In 1874 volgde hij de leergangen aan de Brusselse Academie voor Schone Kunsten, vanaf 1875 met een beurs van de stad Poperinge. Hij nam toen zijn intrek in een huis in Sint-Joost-ten-Node, waar hij bleef wonen tot omstreeks 1878.
Tijdens zijn studiejaren te Brussel was Permeke op 4 maart 1876 een medestichter van "L’Essor”. De andere medestichters waren Louis Cambier, Léon Herbo, Louis Pion en Franz Seghers. Het was een vereniging die tot doel had leerlingen en oud-leerlingen van de Academie te verenigingen, expomogelijkheden te exploreren en een gezamenlijke aankoop van materialen te regelen. Andere leden van “L’Essor” waren onder meer Albert Baertsoen, Henry de Groux, Jacques de Lalaing, Julien Dillens, Jean Delville, James Ensor, Fernand Khnopff, Jan Toorop en Rodolphe Wytsman
Uit 1877 dateren schilderijen als “Het strand te Oostende”, “Het Kursaal te Oostende in opbouw”, "Landschap" en “Poperinge na de hoppepluk”. (Laatstgenoemd schilderij werd voor 1.200 Fr. aangekocht door Permekes geboortestad).
In 1878 verbleef Permeke een tijdlang te Amsterdam. Leopold II kocht in hetzelfde jaar zijn schilderij “Oostende bij regenweer” aan, naar aanleiding van een groepssalon ingericht door “L’Essor”. Nog in 1878 ontstonden de schilderijen “De Schelde te Burcht”, “De Broeltorens te Kortrijk” en “Oudenaarde tijdens de overstroming van 1877”. Met dat laatste werk won Permeke een bronzen eremetaal tijdens een expositie te Sydenham (GB).
Permeke voltooide in 1879 zijn studies aan de Brusselse Academie.

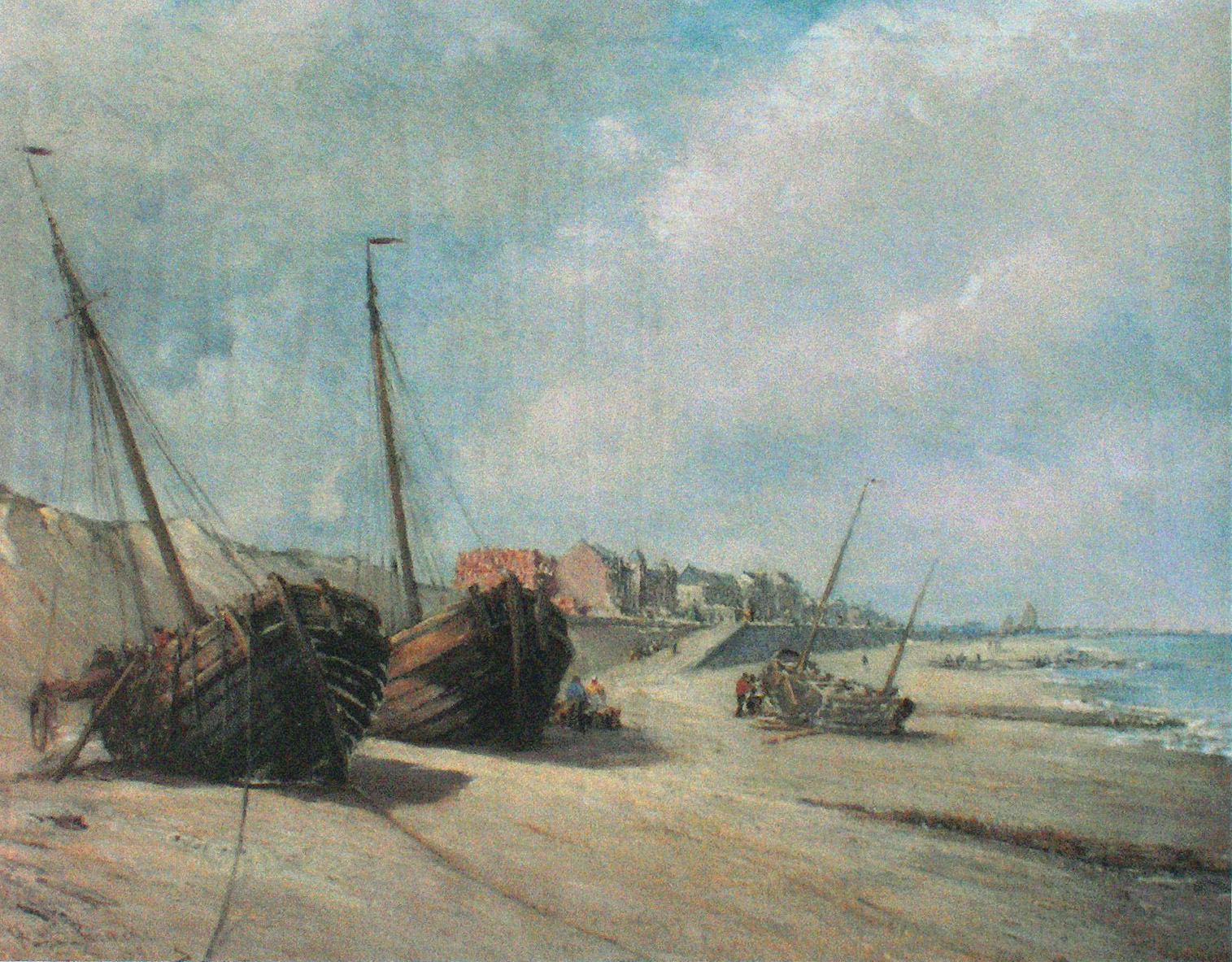
Vissersboten op het strand van Heist (1891)

## Professioneel vlak
In het begin van het jaar 1878 verhuisde hij naar het pittoreske Scheldedorp Burcht. Dit dorp was een geliefde pleisterplaats voor een aantal landschapschilders, zoals Franz Courtens, Alfred Verwee, Euphrosine Beernaert en Camille Van Camp. In het Salon van 1880 stelde Permeke een “Schelde bij hoog water” tentoon en in dat van 1881: “Hoekje te Burcht; Schelde”. In 1882-1883 maakte hij een lange studietocht langs de Vlaamse en Nederlandse kust.
Permeke bezat een woonboot, de “Artis-Amor”, die tevens als atelier was ingericht. Daarmee bevoer hij, samen met Euphrosine Beernaert en Camille Van Camp, schetsend en schilderend tal van Nederlandse en Belgische waterlopen. Zijn woonboot was met marines van eigen hand versierd, onder andere een tafereel “Aanlegplaats te Burcht”.

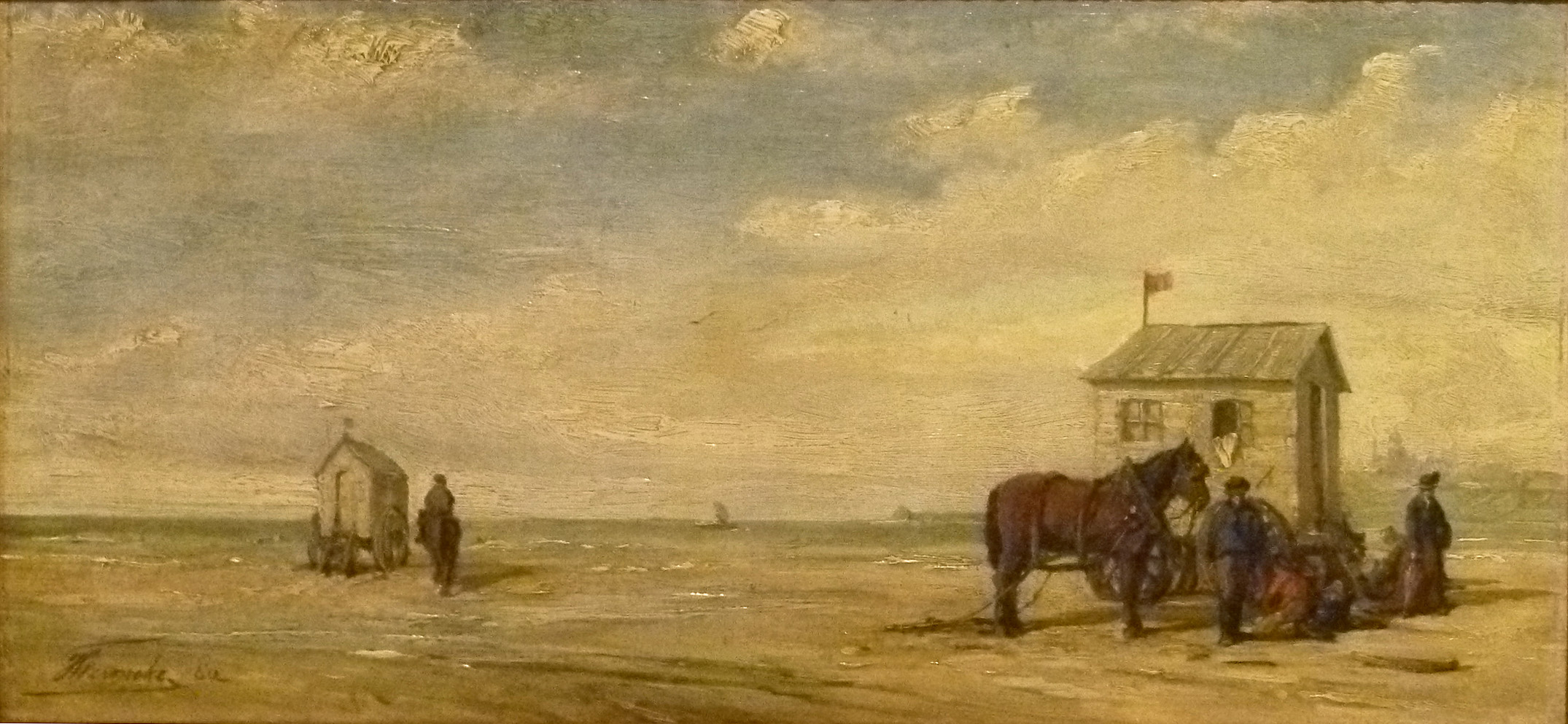
Badkar op het strand van Oostende (1880)

Hij nam in 1879 deel aan het Salon van Brugge met de werken "Oudenaarde tijdens de overstroming van 1877" en "Haven te Maassluis". In 1880 zond hij drie schilderijen in voor de tentoonstelling van het Salon in Brussel. In 1882 nam hij met vier schilderijen deel aan de tentoonstelling van "L'Essor" in het Paleis voor Schone Kunsten (het huidige BOZAR) te Brussel.
Op 3 september 1883 huwde Permeke te Burcht met Stéphanie Buytaert, die hij kort nadien alleen achterliet terwijl hij een lange Italiëreis ondernam. Het schilderij "Landschap in Italië" stamt uit 1884. Bij zijn terugkeer in 1885 vestigt hij zich in Antwerpen. Hun zoontje Constant werd in juli 1886 te Antwerpen geboren.
In die post-Italiaanse jaren woonde het gezin Permeke achtereenvolgens in de Zilversmidstraat 13 te Antwerpen (1886-1889), Kerkendam 3 (nu Kerkstraat) te Burcht (1889-1891), om in 1891 definitief de Scheldeoevers te verlaten.
Een schetsboek vol haven- en strandgezichten, vol rivierzichten, vissersboten en andere vaartuigen, bewaard in het Provinciaal Museum Constant Permeke in Jabbeke staat toe een deel van zijn excursies te reconstrueren : augustus 1882 : Scheveningen, Zwijndrecht/Dordrecht; oktober 1882 : Heist en Blankenberge; 1883 : Antwerpen (met onder andere gezichten op de Vismarkt, de havenwerken, de nieuwe dokken….). Merkwaardig zijn twee tekeningen na elkaar van de steamer “Archiduc Rodolphe” die averij heeft opgelopen na een aanvaring.. Twee tekeningen tonen het schip bij het eerste tij en bij het tweede tij waarbij hij dieper in het water ligt.

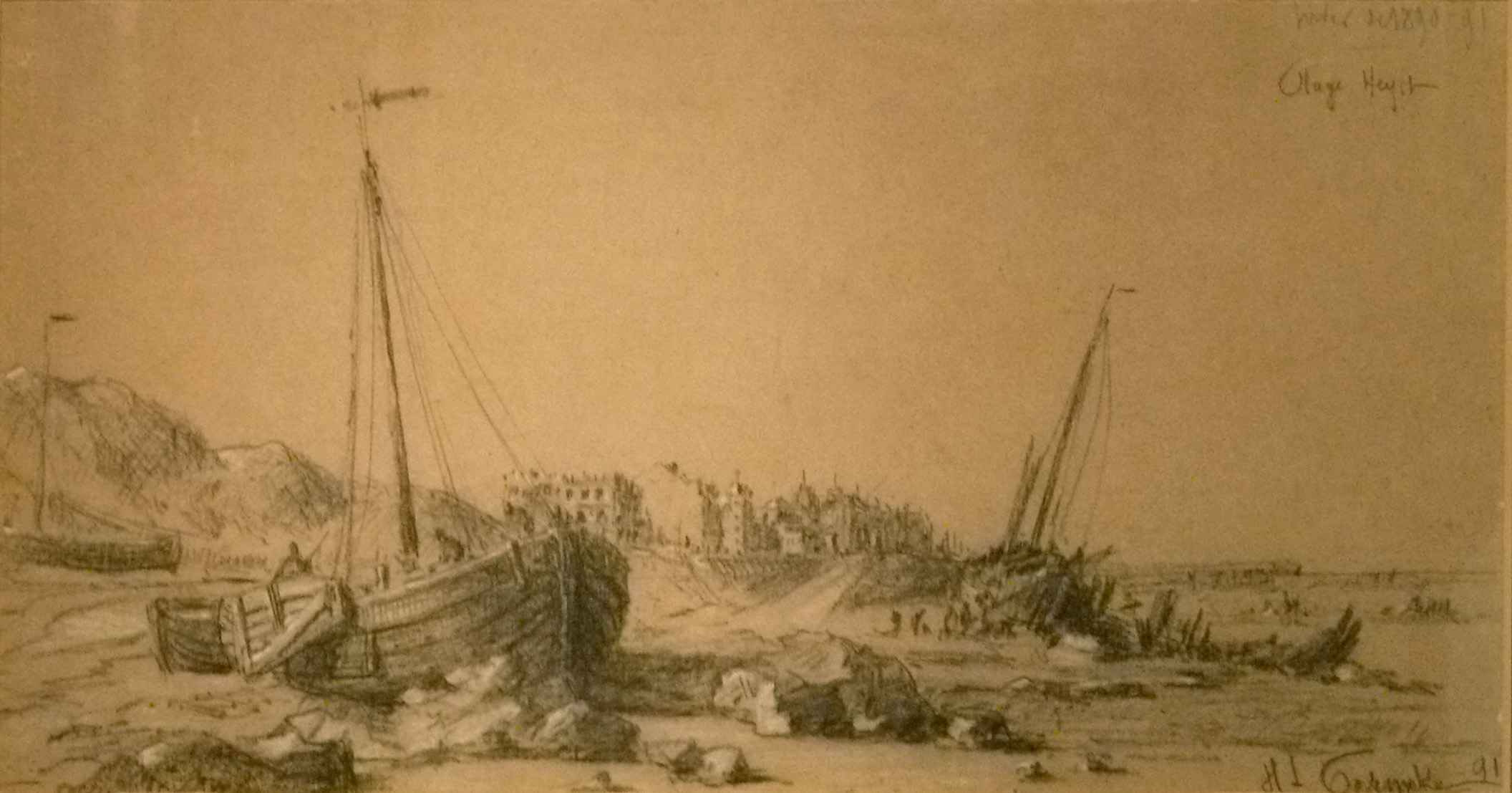
"Het strand van Heist" (1890-1891); houtskooltekening (privébezit)

In 1891 vestigde Permeke zich met zijn klein gezin definitief te Oostende, aan de Zuidlaan 59 (nu Alphonse Pieterslaan). Welke Permekes exacte beweegredenen waren om in Oostende te komen wonen, is niet geweten, al kende hij de stad reeds lang blijkens de titels van zijn schilderijen uit de jaren zeventig.
In deze jaren voltrok zich ook een grote metamorfose in de persoonlijkheid van Permeke: van vrije artistieke “bohémien” evolueerde hij snel naar het type van “gezette burger”. Hij vestigde zich te Oostende als kunstschilder en ook als restaurateur. In de Oostendse jaren ontstonden tal van marines en strandtaferelen, genomen te Oostende, Nieuwpoort en Heist. Ook schilderde Permeke gezichten langsheen het Kanaal Oostende-Brugge; dit alles in gewetensvolle realistische stijl, gebaseerd op zorgvuldige potloodschetsen
Vanaf de vroege jaren negentig ondernam Permeke stappen om schilderijen behorend tot het patrimonium van de Stad Oostende te mogen restaureren. Zo herstelde hij decoratieve schilderijen uit het Kursaal, religieuze werken uit de Sint-Petrus- en Pauluskerk en uit het Duinenkerkje, en ook heel wat schilderijen uit de stedelijke verzameling.
In 1894 werd hij, samen met James Ensor en heel wat lokale artiesten en architecten, medestichter van de Cercle des Beaux-Arts d'Ostende. Die groepering richtte enkele belangrijke zomersalons in te Oostende, maar het initiatief bloedde na enkele jaren dood. Voor een stand op de wereldtentoonstelling van 1894 te Antwerpen bestelde de stad Oostende 4 houtskooltekeningen bij Permeke Op een artistieke manier werden didactische tabellen betreffende het havenverkeer, de visverkoop, de toeristenaantallen en de bevolkingsaangroei van de stad weergegeven.
In 1897 werd Permeke aangesteld als conservator van het Museum voor Schone Kunsten te Oostende, dat door zijn toedoen was gesticht in 1893. Financieel was het ambt niet zo begerenswaardig, maar toch vervulde Permeke die de waardigheid van zijn titel maar al te goed besefte, heel plichtsgetrouw zijn taak. In 1897 nog verscheen een museumcatalogus door hem samengesteld, een echt model naar de normen van die tijd. Met de beperkte middelen die hem ter beschikking stonden, voerde hij een knappe aankooppolitiek, gericht op de 19de-eeuwse Belgische kunst. De belangrijkste aankopen betroffen ongetwijfeld James Ensor : de reeks etsen, compleet tot 1901, en schilderijen als “Zieke dompelaar die zich warmt”, “Stilleven met vlees” en “Betoverd meubel”; en verder werk van onder meer Anna Boch, Emile Bulcke (1875-1963), Louise de Hem, Théo Hannon, Léon Herbo, Maurice Hagemans, Fernand Khnopff, Constantin Meunier, Frans Mortelmans, Isidore Verheyden en Rodolphe Wytsman.
De grote kunsttentoonstellingen werden in het Kursaal gehouden, waar een speciale infrastructuur daartoe bestond. Als conservator richtte Permeke in het Oostends museum regelmatig kleine groepssalons in n.a.v. Kerstmis, Pasen of Pinksteren. Bevriende kunstenaars als daar waren Félix Buelens, Emile Bulcke, Jan de Clerck, Auguste Musin of Emile Spilliaert, namen eraan deel. In het Salon van Kerstmis 1898, toonde Permeke volgende vier schilderijen: “Visserskreek te Oostende”, “Ebbe te Gravelines-morgen”, “De Oude Maas te Dordrecht” en “Het kanaal Oostende-Brugge nabij Plassendale”.
Permeke was daarenboven van 1898 af verbonden als docent aan de Oostendse Nijverheidsschool met als disciplines “hout- en marmerimitatie” en “ornamenttekenen”. Hij bekleedde zijn conservatorsambt en zijn leraarsfunctie tot aan zijn dood. Na zijn dood in 1912 werd niet onmiddellijk een opvolger als conservator van het museum gevonden. Er was ook nog steeds geen eigen museumgebouw: de kunstwerken werden gewoon geëxposeerd in de zalen en kamers van het Stadhuis. In 1924 volgde Carlos Loontiens hem op als conservator.
Veel noemenswaardigheden zijn er verder niet te melden in Permekes leven. Schilderen en tentoonstellingen kwamen op de eerste plaats, alsook het restaureren, wat een extra-inkomen betekende.
In 1901 deed Permeke mee aan een salon van marineschilders in het Oostendse Kursaal. Zijn schilderijen prijkten er naast zeegezichten van Meunier, Cassiers, Hannon, Halle, Musin e.v.a.
James Ensor merkte nuchter op: "Permeke croque toujours prestement des bateaux croustillants". Twee jaar later kocht de stad een "Haven van Oostende bij naderend onweer" bij Permeke Het schilderij verbrandde door het Duitse bombardement in mei 1940.
Permeke stuurde een viertal schilderijen naar het zomersalon van 1902 in het Oostendse Kursaal, waarvan drie met uitgesproken maritiem karakter: “Nadering van de storm”, “Kanaal te Oostende”, “Ruïnes te Orval” en “De Schelde te Burcht bij winterweer”.
In hetzelfde jaar restaureert hij drie schilderijen in de Sint-Petrus-en-Pauluskerk van Oostende: "Wonderbare visvangst" (naar Rubens), "Sint-Heribert bezoekt Keizer
Otto III" en "Sint-Jozef verwittigd door de engel" (Jan Maes). Deze werken waren beschadigd geraakt gedurende de brand van deze kerk in 1896.
In 1903 koopt het stadsbestuur van Oostende het schilderij "Haven van Oostende bij naderend onweer" voor 565 Fr. Dit schilderij werd vernietigd door het bombardement van het stadhuis in mei 1940.
In 1904 schreef het stadsbestuur van Oostende een wedstrijd uit voor het uittekenen van een praalstoet op het thema "Het beleg van Oostende". Henri Permeke schrijft hierop in, samen met Vital Keuller en Emile Bulcke. Deze laatste behaalde de prijs, maar de stoet werd nooit ingericht.
In 1905 nam hij deel aan de tentoonstelling "Salonnet Ostendais" met onder andere Jan de Clerck, Emile Bulcke, Emile Spilliaert en Félix Buelens.
In de catalogus van het Salon van 1907 in het Oostendse Kursaal treffen we Henri en Constant Permeke naast elkaar aan: Henri met twee houtskolen, onder andere een “Gezicht in het Maria- Hendrikapark” (Oostende, privé-verzameling), Constant met een “Matinée de mai” en "Rivierlandschap" (nu in het Permekemuseum in jabbeke).
Dra kwam dan de groeiende “generatiekloof” tussen vader en zoon, uitgebreid beschreven in vele boeken over Constant Permeke. In 1908 verlaat Constant het ouderlijk huis en verhuist naar de Visserskaai van Oostende, waar hij samenwoont met Gust De Smet.
Leerlingen van Henri Permeke waren, naast zijn zoon, de schilder van visserstaferelen Pierre Verbeke (1895-1962), Jan De Clerck en Daan Boens (die als dichter een grotere reputatie had)

## Artistiek
Henri Permeke schilderde voornamelijk landschappen: marines, stadsgezichten, stillevens. Dit in een realistische stijl; naast olieverf had hij een voorkeur voor houtskool. Zijn technische vaardigheid en vakkennis zouden vooral zijn zoon Constant beïnvloeden.

## Fotograaf
Henri Permeke was tevens een verdienstelijk fotograaf, net als zijn naaste familieleden de gebroeders Antony. Hij maakte onder andere een belangrijke reeks foto's van schilderijen uit het Oostends Museum (allen verwoest bij het bombardement in mei 1940) en van schilderijen die hij restaureerde, alsook van binnengezichten uit het oude Heemkundig Museum in het Maria-Hendrikapark.

## Musea
- Antwerpen, Nationaal Scheepvaartmuseum (6 meter lang gezicht op de oude rede van Antwerpen in 1885; potlood)
- Jabbeke (Provinciaal Museum Constant Permeke): De Schelde (1891);
- Knokke-Heist (Stedelijke Verzameling): Vissersboten op het strand te Heist (1891);
- Oostende (Kunstmuseum aan Zee): Broeltorens te Kortrijk (1878), Strand te Heist (1890) Badkarren op het strand, Visput bij de hoeve “De Torreelen”; “Vissershaven” (houtskool),
- Poperinge, Gemeentelijke Verzameling : Poperinge na de hoppepluk (1877);
- Brussel, Koninklijke Verzameling

- Biografisch Portaal: 25834142
- Digitale Bibliotheek voor de Nederlandse Letteren: perm003
- International Standard Name Identifier: 0000 0000 8450 2200
- Library of Congress Control Number: n85016872
- RKD-Nederlands Instituut voor Kunstgeschiedenis: 89578
- Union List of Artist Names: 500162186
- Virtual International Authority File: 45720582
- WorldCat: E39PBJcKQRWGf6bH8J8gXrHjYP